# Tourão (Fajozes)
O Tourão é um lugar da freguesia de Fajozes, concelho de Vila do Conde, distrito do Porto.
O seu topónimo poderá ser de origem pré-romana e sem qualquer relação com o animal, significando monte, ou lugar alto.